# Огрудок (пам'ятка природи)
Огру́док — ботанічна пам'ятка природи місцевого значення в Україні. Об'єкт природно-заповідного фонду Хмельницької області. 
Розташована в межах Шепетівського району Хмельницької області, на північно-західній околиці села Велика Медведівка. 
Площа 8,2 га. Статус присвоєно згідно з рішенням 11 сесії обласної ради від 30.03.2004 року № 22-11/2004. Перебуває у віданні: Хролинська сільська рада. 